# John Dramani Mahama
John Dramani Mahama, född den 29 november 1958 i Damongo, är en ghanansk politiker som var Ghanas president från 24 juli 2012 till 7 januari 2017. Mahama har tidigare också varit vice president i Ghana och landets kommunikationsminister. Mellan 28 mars 2014 och 19 maj 2015 var han ordförande i Economic Community of West African States.